# Calafat
Pour les articles ayant des titres homophones, voir El Calafate et Kalafat.
Calafat est une petite ville dans le județ de Dolj en Roumanie. Port important sur le Danube, son nom vient des chantiers de calfatage des « bolozanes » (péniches danubiennes à rames, voiles et tractables par des attelages depuis la rive) au Moyen Âge. Calafat est aussi un point de passage vers Vidin en Bulgarie : un pont relie les deux villes depuis 2013. Le port, les services aux routiers et l'industrie alimentaire sont les principales activités de la ville.

## Personnalités
- Gheorghe Popescu, footballeur roumain